# Camptozygum pumilio
Camptozygum pumilio är en insektsart som beskrevs av Reuter 1902. Camptozygum pumilio ingår i släktet Camptozygum, och familjen ängsskinnbaggar. Arten har ej påträffats i Sverige.